# Blăjenii de Jos
Blăjenii de Jos – wieś w Rumunii, w okręgu Bistrița-Năsăud, w gminie Șintereag. W 2011 roku liczyła 365 mieszkańców.